# Léopold Levert
Jean-Baptiste Léopold Levert (Gognies-Chaussée, 11 oktober 1819 – Fontenay-sous-Bois, 24 juli 1882) was een  Franse landschapschilder en graficus. Hij begon als genreschilder, maar sloot aan bij de impressionisten ter gelegenheid van hun eerste tentoonstelling in 1874. Er is geen spoor meer van zijn werk dat nochtans was opgenomen in de catalogi van de impressionistententoonstellingen waaraan hij deelnam (tot en met de vijfde).

## Werk
Hij begon zijn carrière als tekenaar van militaire uniformen, maar aangemoedigd door zijn vriend Edgar Degas ging hij zich toeleggen op het landschapschilderen. Hij was bevriend met Henri Rouart en Eugène Rouart. Henri Rouart was ook een vriend van Degas en enthousiast deelnemer aan de tentoonstellingen van de impressionisten. Léopold Levert zou ook aan de tentoonstellingen deelnemen op uitnodiging van Degas.
Op de eerste tentoonstelling exposeerde hij: Les Bords de l'Essonne (N° 84), Le Moulin de Touviaux (N° 85) en Près d'Auvers (N° 86).
Aan de tweede tentoonstelling nam hij deel met: Vue de Portrieux (N° 93), Plage de Portrieux (N° 94), La Jetée de Portrieux (N° 95), Port de Portrieux (N° 96, Bords de l'Essonne (N° 97), Maison à Vauldray (Limousin) (N° 98), La ferme de Saint Marc (N° 99), Vue prise à Buttier (N° 100), Les chemins à Noiseau (N° 101).
Op de derde expo toonde  hij: Paysage du Limousin (80), Étude à Malesherbes (N° 81), Route sur le plateau de Fontenay (N° 82), Sabonnière de Fontainebleau (N° 83), Étude de forêt (N° 84), Moulin de Touviaux (N° 85).
Aan de vierde tentoonstelling nam hij niet deel, maar bij de vijfde in 1180 was hij er weer bij met: Les Bords de l'Essonne (N° 105), La Ferme de Saint Marc (N° 106), die hij vroeger al exposeerde en daarnaast: Chaumières à Carteret (N° 107), Plaine à Barbizon (N° 108), Une plâtrière à Fontenay (N° 109), Plaine de la Brie (N° 110 en 111), Cadre d'eaux fortes (N° 112). 
Van al die werken blijft, zoals hoger gezegd, vandaag geen spoor over. Alleen een werk met de titel Port de mer uit de collectie van Degas werd in 1918 geveild bij Drouot. Ook op Artnet was recent een werk van hem te vinden, een tekening op papier met de titel Ferme au moulin.

## Weblinks
- Artnet, Ferme au Moulin.

- Union List of Artist Names: 500080276
- Virtual International Authority File: 96254732